# Berlini táncosnő festője
A Berlini táncosnő festője az i. e. 5. század utolsó harmadában Dél-Itáliában, Apuliában alkotó görög vázafestő volt. Pontos születési és halálozási dátuma nem ismert, és mivel nem szignálta alkotásait neve sem maradt ránk.
A Dél-Itáliában a lukániai után másodikként kialakult vörösalakos technikával dolgozó apuliai központ egyik legkorábbi, kiemelkedő alkotója volt. Névadó vázája egy Berlinben őrzött elegáns kehely-kratér, amelyen egy fiatal lány táncol míg egy mellette ülő nő fuvolán játszik.
Későbbi, érettebb korszakának alkotása egy harang-kratér, ennek előoldalán a lanton játszó Odüsszeusz látható akit egy sötét ruhás, a lova előtt álló trák hallgat. Az edény hátoldalán a művész két kedvenc figuráját jelenítette meg, egy hosszú hajú felöltözött nőalakot és egy szakállas férfit, akinek gazdagon redőzött ruhája fedetlenül hagyja a mellkasát. Ez az alak újból feltűnik egy nyakamfórán, az Apuliában talált nagyon kevés ilyen formájú edény egyikén. Az edény alakja egykorú attikai formákat követ, de úgy tűnik nem vált népszerűvé, inkább a panathénaia versenyekre készült amfóra típushoz hasonló formát kedvelték.
A festő stílusának jellegzetessége az edények oldalán középen vastag vonalakkal megrajzolt négyszögekkel és fekete körökkel kiegészített meander mintázat és az erezett babérlevelek ábrázolása az edény pereme, valamint a képek alatt. Alakjai általában ünnepélyes megjelenésűek, vonásaik időnként szögletesek. 
Bari közelében Rutiglianóban feltártak egy sírt, benne a festő hét vázájával. Köztük egy voluta-kratér Memnóm halálát jeleníti meg, egy amfóra Adrasztosz vezetésével a thébaiak ellen vonuló csapatot, egy peliké pedig Péleuszt ahogy egy amazonra támad. Ezeken az edényeken a fontosabb szereplőket melléjük írt nevük azonosítja. Több más, talán attikai hatásra készült edényei amazonok harcát ábrázolják, szintén azonosító feliratokkal ellátva. Az egyik vázán Héraklész is megjelenik, és  kentauromakhia ábrázolása is ismert. 
Ezek az edények bizonyítják, hogy korának jelentősebb festője volt mint ahogy korábban feltételezték és meglehetősen nagy befolyást gyakorolt kortársai munkájára köztük a Sziszüphosz- és a Dionüszosz születése-festőkre. Sokféle mitológiai témát is megjelenített, ezeket a későbbi apuliai vázafestők is átvették. Kollégája és talán a tarantói műhely legfontosabb alkotója volt a Sziszüphosz-festő, aki egy Münchenben őrzött nagyméretű voluta-kratér esküvői jelenetén látható feliratról kapta a nevét.    
A két alkotó jelentősége abban áll, hogy a két különböző stílus amiben alkottak, meghatározója lett a két különböző festészeti irányzatnak, ami a későbbi apuliai alkotásokat jellemezte, és amelyeket „egyszerű” és „díszített” stílusnak neveztek el. 